# Marko Bulc
Marko Bulc, slovenski politik, * 15. avgust 1926, Šmarješke Toplice, † 17. maj 2019, Ljubljana.

## Življenjepis
Še pred svojimi študijskimi leti je imel Bulc pestro kariero vojaka in politika. Leta 1941 je vstopil v NOB. Bil je borec Gubčeve brigade, komandant bataljona Vojske državne varnosti (VDV) in načelnik štaba 1. brigade VDV. V JLA je bil zaposlen do leta 1953/54, ko je vpisal študij kemije na Univerzi v Ljubljani in leta 1959 diplomiral. Po študiju je deloval kot gospodarstvenik in politični funkcionar, sekretar občinskega komiteja ZK Ljubljana-center, novomeškega okraja, bil je tudi predsednik stalne konference mest Jugoslavije (1962-66), od 1965 sekretar Univerzitetnega komiteja ZKS v Ljubljani in član izvršnega komiteja oz. predsedstva CK ZKS. Kot član Zveznega izvšnega sveta (1967-71) in nato Predsedstva SFRJ (1971-74) je sooblikoval jugoslovanski družbenoekonomski (zlasti denarni, bančni in devzni) sistem v skladu z ustavnimi spremembami. 8 let ali 2 mandata (1974-82) je bil vodja slovenske delegacije v Zboru republik in pokrajin zvezne skupščine ter obenem tudi član CK ZKJ. Od leta 1982 do 1989 je bil predsednik Gospodarske zbornice Slovenije. Aprila 1989 je nepričakovano izgubil prve "svobodne" in neposredne volitve za predstavnika Slovenije v predsedstvu SFRJ proti tedaj skoraj neznanemu Janezu Drnovšku. Med letoma 1972 in 1978 je bil predsednik Lovske zveze Jugoslavije, od 1983 tudi mednarodnga sveta za lov in ohranitev divjadi. Bil je nosilec partizanske spomenice 1941, častni občan občin Trebnje in Mirna itd.
Leta 2004 je soustanovil politično društvo Forum 21.